# Genova Vocal Ensemble
Il Genova Vocal Ensemble è un coro polifonico giovanile a voci pari femminili diretto da Roberta Paraninfo. È la formazione più antica e prestigiosa dell'Accademia vocale di Genova.

## Storia
Il Genova Vocal Ensemble nasce nel 1995 dall'idea di come piccolo coro di voci bianche, è un gruppo caratterizzato da una grande intesa sia dal punto di vista umano sia, soprattutto, dal punto di vista musicale.
Immerso nella polifonia sin dalla tenera età, l'ensemble ha sviluppato il gusto e la curiosità necessari ad apprezzare ogni tipo di repertorio. Il gruppo corale esegue un vasto repertorio che va dalla musica rinascimentale alla musica contemporanea.
Una così assidua e profonda condivisione di esperienze e conoscenze ha creato una compagine affiatata e dalle risorse notevoli, qualità riconosciute e premiate in occasione della partecipazione del coro ad un gran numero di concorsi e manifestazioni nazionali ed internazionali.
In Italia: Festival dei Due Mondi - Spoleto (2005 e 2006), Piccolo Regio e GAM e MITO di Torino, Festival europeo dei cori giovanili (2007), Teatro Aureliano di Roma,Rassegna internazionale Olbia inCanto (2009 e 2010), Arezzo, Aosta, Perugia, Fano, Sondrio, Cagliari, Chiavenna.
All'Estero:  Nel luglio 2007 compie una tournée in Francia, 11 concerti all'interno di due prestigiosi festivals internazionali: Musique en Morvan (Borgogna) e Festival dei Cori Laureati di Vaison la Romaine (Provenza). Nello stesso anno partecipa al Festival Corale Internazionale di Capodistria e nel 2010 al Festival europeo dei cori giovanili (Europäisches Jugendchorfestival) a Basilea.
Dal 2009 ha realizzato tre operine teatral-musicali prodotte dal Teatro Carlo Felice di Genova: “I Capelli del diavolo”, “Totò Sapore” e “Malafiato”, su testi di Roberto Piumini e musiche di Andrea Basevi.
Nel 2010 ha inciso un CD con 22 brani sacri e profani.
Dal 2012 sta portando avanti il progetto 'Pro Festo Innocentium' che comprende la Missa sub titulo Sancti Leopoldi e i Vespri Pro Festo Innocentium di Michael Haydn, per soli, coro, archi e basso continuo; a questi si aggiungono tre brani commissionati per l'occasione dall'ensemble al compositore aretino Lorenzo Donati: Silent Harp, Pro parvulis e Benedicamus Domino.